# 伊万诺沃区 (伊万诺沃州)
伊万诺沃区（俄语：Ивановский район）是俄罗斯联邦伊万诺沃州下辖的一个区，其行政中心为伊万诺沃。据2016年统计，该区的人口为37851人。